# Калум Стар
Спортивний клуб «Калум Стар» (фр. Association Sportive Kaloum) — гвінейський футбольний клуб з Конакрі.

## Історія
До початку 1970-х років клуб виступав під назвою «Конакрі І». Під вище вказаною назвою вигравав чемпіонат у 1965, 1969 та 1970 роках.
Протягом сезону 2007/08 років клуб зобов'язаний був сплатити штраф в розмірі 2 мільйонів, повному відшкодуванню субсидій і скасуванню всіх матчів ліги, що призвело до виходу з Гвінейської Ліги 2 після того, як клуб відмовився від проведення перших 2 матчів ліги через фінансові проблеми.
У сезоні 2013/14 років став чемпіоном Гвінеї.

## Досягнення
- Національний чемпіонат Гвінеї
  -  Чемпіон (13): 1965, 1969, 1970, 1980, 1981, 1984, 1987, 1993, 1995, 1996, 1998, 2007, 2014
  -  Срібний призер (1): 2002

- Кубок Гвінеї
  -  Володар (13): 1960, 1961, 1962, 1964, 1965, 1966, 1985, 1997, 1998, 2001, 2005, 2007, 2015
  -  Фіналіст (3): 1963, 1999, 2016

- Турнір Російський Алюміній
  -  Чемпіон (2): 2003, 2007

- Кубок КАФ
  -  Фіналіст (1): 1995

- Кубок УФОА
  -  Фіналіст (1): 1977

## Статистика виступів у турнірах під егідою КАФ

### Ліга чемпіонів КАФ
| Сезон | Раунд      | Клуб              | Вдома | На виїзді | Загалом        |
| ----- | ---------- | ----------------- | ----- | --------- | -------------- |
| 1997  | 1          | «Уджоджи Юнайтед» | 1-1   | 1-3       | 2-4            |
| 1999  | Попередній | «Реал де Банжул»  | 1-1   | 2-0       | 3-1            |
| 1999  | 1          | «Шутінг Старз»    | 3-0   | 0-6       | 3-6            |
| 2008  | Попередній | «Інвізібл Ілевен» | т.п.1 | т.п.1     | т.п.1          |
| 2008  | 1          | «АСЕК Мімозас»    | 1-1   | 0-0       | 1-1 (в.г.)     |
| 2015  | Попередній | «Севе Спортс»     | 1-0   | 2-1       | 3-1            |
| 2015  | 1          | «ЗЕСКО Юнайтед»   | 1-1   | 1-1       | 2-2 (5-4 пен.) |
| 2015  | 2          | «УСМ Алжир»       | 1-1   | 1-2       | 2-3            |

1- «Інвізібл Ілевен» залишив турнір.

### Кубок африканських чемпіонів
| Сезон | Раунд      | Клуб                      | Вдома | На виїзді | Загалом        |
| ----- | ---------- | ------------------------- | ----- | --------- | -------------- |
| 1966  | 1          | «УС Горі»                 | т.п.1 | т.п.1     | т.п.1          |
| 1966  | 1/4 фіналу | «Реал» (Бамако)           | 2-3   | 1-2       | 3-5            |
| 1970  | 2          | «Жанна д'Арк»             | 3-1   | 1-2       | 4-3            |
| 1970  | 1/4 фіналу | «Стад д'Абіджан»          | 4-3   | 1-1       | 5-4            |
| 1970  | 1/2 фіналу | «Енгелберт»               | 1-2   | 1-3       | 2-5            |
| 1971  | 2          | «Енугу Рейнджерс»         | 3-3   | 1-2       | 4-5            |
| 1981  | 1          | «Старлайт» (Банжул)       | 2-1   | 1-0       | 3-1            |
| 1981  | 2          | «Асанте Котоко»           | 4-1   | 0-1       | 4-2            |
| 1981  | 1/4 фіналу | «АСЕК Мімозас»            | 2-1   | 2-1       | 4-2            |
| 1981  | 1/2 фіналу | «АС Віта Клуб»            | 0-0   | 0-1       | 0-1            |
| 1982  | 1          | «Реал Репабліканс»        | 3-0   | 0-1       | 3-1            |
| 1982  | 2          | «Енугу Рейнджерс»         | 0-0   | 0-1       | 0-1            |
| 1985  | 1          | «Реал Репабліканс»        | 1-0   | 2-2       | 3-2            |
| 1985  | 2          | «Енугу Рейнджерс»         | 2-0   | 1-3       | 3-3 (в.г.)     |
| 1985  | 1/4 фіналу | ФАР (Рабат)               | 3-0   | 0-3       | 3-3 (1-3 пен.) |
| 1988  | 1          | «Африка Спортс Насіональ» | 0-2   | 1-3       | 1-5            |
| 1990  | Попередній | «Бенфіка» (Бісау)         | 2-0   | 1-0       | 3-0            |
| 1990  | 1          | ФАР (Рабат)               | 1-1   | 0-4       | 1-5            |
| 1994  | 1          | «Тампет Мокаф»            | 1-0   | 0-3       | 1-3            |
| 1996  | 1          | «АСК Діараф»              | 1-1   | 0-0       | 1-1 (в.г.)     |

1- «УС Горі» залишив турнір.

### Кубок конфедерації КАФ
| Сезон   | Раунд      | Клуб              | Вдома | На виїзді | Загалом |
| ------- | ---------- | ----------------- | ----- | --------- | ------- |
| 2006    | 1          | «Харас Ель-Ходуд» | 0-1   | 0-6       | 0-7     |
| 2015    | 3          | «Орландо Пайретс» | 0-2   | 1-4       | 1-6     |
| 2016    | 1          | «Стад Габесьєн»   | 0-0   | 1-2       | 1-2     |
| 2017    | 1          | «Танжер»          | 1-0   | 0-3       | 1-3     |
| 2020/21 | Попередній | «Тевраг-Зейна»    | 1-1   | 0-1       | 1-2     |

### Кубок КАФ
| Сезон | Раунд      | Клуб                      | Вдома | На виїзді | Загалом        |
| ----- | ---------- | ------------------------- | ----- | --------- | -------------- |
| 1992  | 1          | АСМО (Лібревіль)          | 3-0   | 1-5       | 4-5            |
| 1995  | 1          | «Африка Спортс Насіональ» | 0-1   | 4-3       | 4-4 (в.г.)     |
| 1995  | 2          | «Прімейру де Маю»         | 1-0   | 0-1       | 1-1 (4-2 пен.) |
| 1995  | 1/4 фіналу | «Асанте Котоко»           | 0-0   | 2-2       | 2-2 (в.г.)     |
| 1995  | 1/2 фіналу | «Інтер» (Браззавіль)      | 1-0   | 1-0       | 2-0            |
| 1995  | Фінал      | «Етуаль дю Сахель»        | 0-0   | 0-2       | 0-2            |
| 2003  | 1          | «Сонакос»                 | 0-0   | 0-0       | 0-0 (2-4 пен.) |

### Кубок володарів кубків КАФ
| Сезон | Раунд      | Клуб                | Вдома | На виїзді | Загалом    |
| ----- | ---------- | ------------------- | ----- | --------- | ---------- |
| 1976  | 1          | «РК Кадіого»        | 7-0   | 0-1       | 7-1        |
| 1976  | 1/4 фіналу | «Тоннер»            | 1-2   | 0-0       | 1-2        |
| 1977  | 2          | «РК Кадіого»        | 1-1   | 1-2       | 2-3        |
| 1986  | 1          | Діфаа (Ель-Джадіда) | 1-0   | 0-2       | 1-2        |
| 1998  | 1          | «Мбілінга»          | 2-1   | 0-1       | 2-2 (в.г.) |
| 2002  | 1          | «Мангаспорт»        | 2-2   | 1-5       | 3-7        |

## Відомі гравці
- /  Мамаді Сангаре